# الإذاعة البافارية
الإذاعة البافارية Bayerischer Rundfunk BR هي خدمة بث إذاعي وتليفزيوني للخدمة العامة، مقرها في ميونيخ، عاصمة ولاية بافاريا الحرة في ألمانيا. BR هي منظمة عضو في اتحاد ARD للمذيعين العامين في ألمانيا.

## التاريخ
تأسست خدمة البث البافاري في ميونيخ عام 1922 باسم Deutsche Stunde في بايرن. بثت أول برنامج لها في 30 مارس 1924. تألفت عمليات البث الأولى بشكل أساسي من إعلانات الوقت والأخبار والطقس وتقارير سوق الأوراق المالية والموسيقى. توسعت البرامج لتشمل المسرحيات الإذاعية والحفلات الموسيقية والبرامج النسائية ودورات اللغة والشطرنج والأوبرا والراديو والأخبار والخدمات الصباحية الكاثوليكية والبروتستانتية. تم تصميم الاستوديو الجديد عام 1929 بواسطة ريتشارد ريمرشميد.